# Ecolo
Ecolo és el nom amb què és conegut el partit ecologista de Valònia, que correspon a les inicials d'Écologistes Confédérés pour l'organisation de luttes originales. També es presenta a la regió de Brussel·les-Capital i a la Comunitat Germanòfona de Bèlgica. L'òrgan sobirà del partit és l'Assemblea General, mentre que el Consell de la Federació és com un parlament intern que controla l'executiva del partit.

## Història
En 1976 es va fundar Amis de la Terre – Belgique i es van presentar les primeres llistes a les eleccions municipals, com «Combat pour l'Ecologie et l'Autogestion» a Namur.
- 1977 : Primera participació en llistes "Valònia - Ecologia" a les eleccions legislatives en 8 districtes, una llista a Flandes (Antwerpen) i una a Brussel·les.
- 1978 : Noves eleccions legislatives : 7 llistes «Wallonie – Ecologie», 2 llistes a Brussel·les (Ecolog & Ecopol), 3 llistes a Flandes.
- 1979 : Participa en les eleccions europees amb la llista «Europe – Ecologie» : 5%.
- 1980 : 8 i 23 de març : assemblees fundadores d'Ecolo (Hélécine-Huy)

A les eleccions legislatives belgues de 1981 van obtenir un 6,1% a Valònia i 2,2% a Brussel·les; juntament amb Agalev entra al Parlament belga (4 diputats i 5 senadors) i als Consells Provincials
- 1982 : eleccions municipals : 75 regidors elegits. Ecolo entra en majoria a Lieja (83-88).
- 1983 : setembre: establiment del Centre d'Estudis i de Formació en Ecologia, el CEFE.
- 1984 : Primer Congrés dels Verds Europeus a Lieja. Eleccions europees: amb gairebé el 10%, Ecolo obté un diputat.
- 1985 : juliol: aprovació de la Declaració de Péruwelz / Louvain-La-Neuve expressant els principis fonamentals del moviment Ecolo (el "ni esquerra ni dreta" i la negativa a descartar una coalició amb els liberals i socialcristians contra els socialistes). Escissió d'una part de l'ala esquerra, que va fundar el dels Verds per una Esquerra Alternativa (VEGA).

A les Eleccions legislatives belgues de 1999 són un dels grans triomfadors, gràcies al fort impacte emocional del cas Mark Dutroux i els enverinaments per dioxina. Això els permetrà participar en el govern de coalició amb socialistes i liberals presidit per Guy Verhofstadt, on Isabelle Durant serà ministre de transports i Olivier Deleuze secretari d'Estat d'Energia i Desenvolupament Sostenible. A Valònia Thierry Detienne és nomenat Ministre d'Afers Socials i de Salut i José Donas Vicepresident del Govern Való, Ministre de Transport, Mobilitat i Energia. A la Comunitat francesa, Jean-Marc Nollet es va convertir en Ministre de la Infància, a càrrec de l'educació i Nicole Maréchal Ministre d'ajuts per a la Joventut i Salut. A la Comunitat Germanòfona, Hans Niessen es va convertir en Ministre de la Joventut i la Família, Patrimoni i Afers Socials. A les eleccions municipals de 2000 repeteix els resultats i entra en nombrosos governs municipals
A les eleccions legislatives belgues de 2003 Ecolo i Agalev perderen els seus escons a la Cambra i al Senat pels continus enfrontaments amb els socis de govern.
- 2004 : A les eleccions europees manté un eurodiputat, i a les eleccions regionals belgues de 2004, malgrat no millorar resultats, aconsegueix entrar en el govern de la regió de Brussel·les-Capital.
- 2005 : Es posiciona a favor del Tractat de la Constitució Europea
- 2007: Eleccions legislatives: millora els resultats i obté 8 diputats i un senador.

L'11 d'octubre de 2011 es va presentar un acord entre els partits flamencs Christen-Democratisch en Vlaams (CD&V), Open VLD, Socialistische Partij Anders (sp.a), Groen! i els francòfons Parti Socialiste (PS), Mouvement Réformateur (MR), CDH i Ecolo per a una sisena reforma institucional en la que el districte electoral i judicial de Brussel·les-Halle-Vilvoorde es dividiria, es transferirien competències federals a les comunitats i regions com economia, ocupació i política familiar, i el Senat belga ja no seria elegit directament, sinó que es convertirà en una assemblea de parlaments regionals, amb menys membres. Tanmateix, encara s'havia de formar una coalició de govern, que s'establiria el 6 de desembre del 2011 amb Elio Di Rupo com a primer ministre fruit del nou acord entre PS, CD&V, MR, SP.A, Open VLD i CDH.

## Resultats electorals

### Cambra de representants
| Any  | Vots    | %   | Escons   | +/- | Govern               |
| ---- | ------- | --- | -------- | --- | -------------------- |
| 1977 | 3,834   | 0.1 | 0 / 212  | =   | Extraparlamentari    |
| 1978 | 21,224  | 0.4 | 0 / 212  | =   | Extraparlamentari    |
| 1981 | 132,312 | 2.2 | 2 / 212  | 2   | Oposició             |
| 1985 | 152,483 | 2.5 | 5 / 212  | 3   | Oposició             |
| 1987 | 157,988 | 2.6 | 3 / 212  | 2   | Oposició             |
| 1991 | 312,624 | 5.1 | 10 / 212 | 7   | Oposició             |
| 1995 | 243,362 | 4.0 | 6 / 150  | 4   | Oposició             |
| 1999 | 457,281 | 7.4 | 11 / 150 | 5   | Coalició             |
| 2003 | 201,118 | 3.1 | 4 / 150  | 7   | Oposició             |
| 2007 | 340,378 | 5.1 | 8 / 150  | 4   | Oposició             |
| 2010 | 313,047 | 4.8 | 8 / 150  | =   | Oposició             |
| 2014 | 222,524 | 3.3 | 6 / 150  | 2   | Oposició             |
| 2019 | 416,452 | 6.1 | 13 / 150 | 7   | Suport extern (2020) |
| 2019 | 416,452 | 6.1 | 13 / 150 | 7   | Coalició (2020–)     |
| 2024 | 204,438 | 2.9 | 3 / 150  | 10  | Oposició             |

### Senat
| Any  | Vots    | %   | Escons  | +/- |
| ---- | ------- | --- | ------- | --- |
| 1977 | 7,558   | 0.1 | 0 / 106 | Nou |
| 1978 | 43,883  | 0.8 | 0 / 106 | =   |
| 1981 | 153,989 | 2.6 | 3 / 106 | 3   |
| 1985 | 163,361 | 2.7 | 2 / 106 | 1   |
| 1987 | 168,491 | 2.8 | 2 / 106 | =   |
| 1991 | 323,683 | 5.3 | 6 / 106 | 4   |
| 1995 | 258,635 | 4.3 | 2 / 40  | 4   |
| 1999 | 458,658 | 7.4 | 3 / 40  | 1   |
| 2003 | 208,868 | 3.2 | 1 / 40  | 2   |
| 2007 | 385,466 | 5.8 | 2 / 40  | 1   |
| 2010 | 353,111 | 5.5 | 2 / 40  | =   |
| 2014 |         |     | 3 / 60  | 1   |
| 2019 |         |     | 5 / 60  | 2   |
| 2024 |         |     | 1 / 60  | 4   |

### Regional

#### Parlament de Brussel·les
| Any  | Vots   | %         | %         | Escons  | +/- | Govern         |
| Any  | Vots   | F.E.C.    | Overall   | Escons  | +/- | Govern         |
| ---- | ------ | --------- | --------- | ------- | --- | -------------- |
| 1989 | 44,874 |           | 10.2 (#5) | 8 / 75  |     | Oposició       |
| 1995 | 37,308 |           | 9.0 (#4)  | 7 / 75  | 1   | Oposició       |
| 1999 | 77,969 | 21.3 (#2) | 18.3 (#2) | 14 / 75 | 7   | Oposició       |
| 2004 | 37,908 | 9.7 (#4)  | 8.3 (#4)  | 7 / 89  | 1   | Coalició       |
| 2009 | 82,663 | 20.2 (#3) | 17.9 (#3) | 16 / 89 | 9   | Coalició       |
| 2014 | 41,368 | 10.1 (#5) | 8.9 (#5)  | 8 / 89  | 8   | Oposició       |
| 2019 | 74,246 | 19.1 (#2) | 16.2 (#2) | 15 / 89 | 7   | Coalició       |
| 2024 | 38,386 | 9.85      |           | 7 / 89  | 8   | Per determinar |

#### Parlament de la Comunitat Alemanya
| Any  | Vots  | %         | Escons | +/- | Govern   |
| ---- | ----- | --------- | ------ | --- | -------- |
| 1990 | 5,897 | 15.0 (#5) | 4 / 25 |     | Oposició |
| 1995 | 5,128 | 13.9 (#4) | 3 / 25 | 1   | Oposició |
| 1999 | 4,694 | 12.7 (#5) | 3 / 25 | =   | Coalició |
| 2004 | 2,972 | 8.2 (#5)  | 2 / 25 | 1   | Oposició |
| 2009 | 4,310 | 11.5 (#5) | 3 / 25 | 1   | Oposició |
| 2014 | 3,591 | 9.5 (#6)  | 2 / 25 | 1   | Oposició |
| 2019 | 4,902 | 12.5 (#5) | 3 / 25 | 1   | Oposició |
| 2024 | 3,644 | 9.1 (#6)  | 2 / 25 | 1   | Oposició |

#### Parlament de Valònia
| Any  | Vots    | %         | Escons  | +/- | Govern   |
| ---- | ------- | --------- | ------- | --- | -------- |
| 1995 | 196,988 | 10.4 (#4) | 8 / 75  |     | Oposició |
| 1999 | 347,225 | 18.2 (#3) | 14 / 75 | 6   | Coalició |
| 2004 | 167,916 | 8.5 (#4)  | 3 / 75  | 11  | Oposició |
| 2009 | 372,067 | 18.5 (#3) | 14 / 75 | 11  | Coalició |
| 2014 | 141,813 | 8.6 (#4)  | 4 / 75  | 10  | Oposició |
| 2019 | 294,631 | 14.5 (#3) | 12 / 75 | 8   | Coalició |
| 2024 | 144,189 | 6.97 (#5) | 5 / 75  | 7   | Oposició |

### Parlament Europeu
| Any  | Líder                                              | Vots    | Vots   | %          | %          | %     | Escons | +/− | Grup      |
| Any  | Líder                                              | F.E.C.  | G.E.C. | F.E.C.     | G.E.C.     | Total | Escons | +/− | Grup      |
| ---- | -------------------------------------------------- | ------- | ------ | ---------- | ---------- | ----- | ------ | --- | --------- |
| 1979 | Paul Lannoye (F.E.C.)                              | 107,833 | N/D    | 5.14 (#5)  | N/D        | 1.98  | 0 / 24 | Nou | −         |
| 1984 | François Roelants du Vivier (F.E.C.)               | 220,663 | N/D    | 9.85 (#4)  | N/D        | 3.86  | 1 / 24 | 1   | RBW       |
| 1989 | Paul Lannoye (F.E.C.)                              | 371,053 | N/D    | 16.56 (#4) | N/D        | 6.29  | 2 / 24 | 1   | G         |
| 1994 | Paul Lannoye (F.E.C.) - (G.E.C.)                   | 290,859 | 5,714  | 13.02 (#4) | 14.90 (#4) | 4.97  | 1 / 25 | 1   | G         |
| 1999 | Paul Lannoye (F.E.C.) Didier Cremer (G.E.C.)       | 525,316 | 6,276  | 22.70 (#3) | 17.01 (#3) | 8.59  | 3 / 25 | 2   | Verds/ALE |
| 2004 | Pierre Jonckheer (F.E.C.) Lambert Jaegers (G.E.C.) | 239,687 | 3,880  | 9.84 (#4)  | 10.49 (#4) | 3.75  | 1 / 24 | 2   | Verds/ALE |
| 2009 | Isabelle Durant (F.E.C.) Claudia Niessen (G.E.C.)  | 562,081 | 6,025  | 22.88 (#3) | 15.58 (#3) | 8.64  | 2 / 22 | 1   | Verds/ALE |
| 2014 | Philippe Lamberts (F.E.C.) Erwin Schöpges (G.E.C.) | 285,196 | 6,429  | 11.69 (#3) | 16.66 (#2) | 4.36  | 1 / 21 | 1   | Verds/ALE |
| 2019 | Philippe Lamberts (F.E.C.) Shqiprim Thaqi (G.E.C.) | 485,655 | 6,675  | 19.91 (#2) | 16.37 (#2) | 7.31  | 2 / 21 | 1   | Verds/ALE |
| 2024 | Saskia Bricmont (F.E.C.) Shqiprim Thaqi (G.E.C.)   | 259,745 | 4,819  | 10.06 (#5) | 11.10 (#6) | 3.71  | 1 / 22 | 1   | Verds/ALE |

## Personatges lligats a Ecolo
| - Marcel Cheron - José Daras - Vincent Decroly - Philippe Defeyt - Olivier Deleuze - Céline Delforge - Xavier Desgain - Monika Dethier-Neumann - Thierry Detienne - Christos Doulkeridis - Josy Dubié - Isabelle Durant - Paul Galand - Dominique Braeckman - Alain Daems - Carine Russo | - Zoé Genot - Muriel Gerkens - Philippe Henry - Evelyne Huytebroeck - Jean-Michel Javaux - Pierre Jonckheer - Nicole Maréchal - Jacky Morael - Jean-Marc Nollet - Jean-Luc Roland - Bernard Wesphael - Yaron Pesztat - Juliette Boulet - Georges Gilkinet - Yves Reinkin - Fouad Lahssaini - Thérèse Snoy |